# Simon Jaquemet

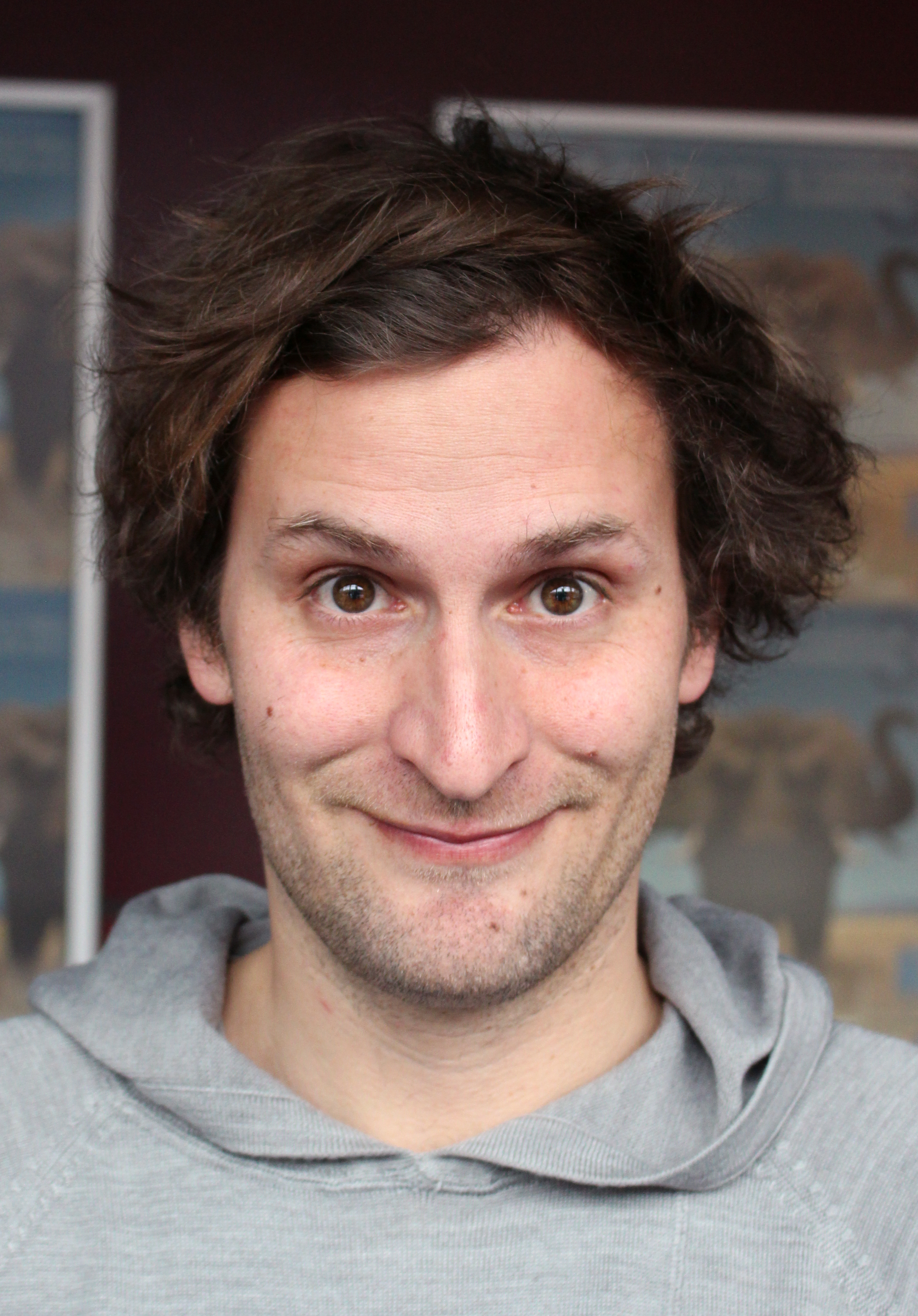
Simon Jaquemet beim Max-Ophüls-Festival 2015

Simon Jaquemet (* 1978 bei Basel) ist ein Schweizer Filmregisseur, Drehbuchautor und Kameramann. Internationale Aufmerksamkeit erlangte er insbesondere durch seinen Debütfilm Chrieg, der 2015 den Max-Ophüls-Preis gewann und fünf Nominationen beim Schweizer Filmpreis erhielt.

## Leben
Simon Jaquemet wuchs auf einem Bauernhof in der Nähe von Basel auf. Sein Vater ist Agronom und arbeitete später lange im Sozialbereich, die Mutter unterrichtete Kleinklassen. Nach der Schule beendete er im Jahr 2000 den gestalterischen Vorkurs mit Schwerpunkt Film an der Zürcher Hochschule der Künste (ZHdK). Anschliessend besuchte er den Studiengang Film an der ZHdK. 2005 schloss Jaquemet das Diplom ab mit dem Kurzfilm Die Burg. Seitdem ist er als freischaffender Filmregisseur und Autor tätig. Sein Schaffen umfasste vor allem Musikvideos, Werbespots und weitere Kurzfilme, unter anderem Block (2007) und Lauras Party (2010).
Die Musikvideos, u. a. mit den Bündner Hip-Hoppern Breitbild, dem Pop-Chansonier Adrian Stern oder mit der Indie-Rock-Band My Heart belongs to Cecilia Winter, wurden mit mehreren nationalen Preisen ausgezeichnet, darunter Meistgesendetes Video des Jahres sowie der Schweizer Werbefilmpreis EDI. Die Kurzfilme wurden auf zahlreiche internationale Filmfestivals eingeladen. Beim Internationalen Fantasy-Filmfestival in Neuenburg wurden seine Filme Homeland (2003) und Bugga (2004) jeweils als Bester Schweizer Kurzfilm nominiert. Als Kameramann arbeitete er für Videokünstler wie Elodie Pong, Knowbotic Research und David Lamelas. Sein erster Spielfilm Chrieg feierte seine Premiere 2014 beim Filmfestival in San Sebastián und gewann unter anderem den Max-Ophüls-Preis 2015. Sein zweiter Spielfilm Der Unschuldige war für den Schweizer Filmpreis nominiert, Hauptdarstellerin Judith Hofmann gewann für die Rolle der Ruth den Schweizer Filmpreis in der Kategorie beste weibliche Darstellerin.
Sein dritter langer Spielfilm, Electric Child, wurde ans Filmfestival von Locarno eingeladen, wo er in der Sektion 'Piazza Grande' gezeigt wird. Der Film ist eine Koproduktion zwischen der Schweiz, Deutschland, den Niederlanden und den Philippinen.
Simon Jaquemet lebt in Zürich und arbeitet dort in seinem eigenen Atelier, das er sich mit Kollegen des Filmkollektivs 8horses teilt.

## Filmographie (Auswahl)

### Kurzfilme
- 2003: Homeland
- 2004: Bugga
- 2005: Die Burg
- 2005: Bling Bling Trick
- 2006: Rakete
- 2007: Block
- 2010: Lauras Party
- 2011: Ersatz (Kamera)

### Kinofilme
- 2014: Chrieg
- 2018: Der Unschuldige
- 2024: Electric Child

### Musikvideos
- My Heart belongs to Cecilia Winter – Eighteen
- Breitbild – Raketa
- Gimma – Engel vum Selig
- Breitbild – Nacht
- OBK – Feria in Guantanamo
- Black Tiger & Mc Rony – Tanz ganz langsam
- QL – Gäng Wie Bäng
- Gimma – Chef vo Schwiiz
- Modo – Vakuum
- Breitbild – Für 1 hets immer no glangt
- Dada (ante portas) – Save my Name
- Adi Stern – Alles was du wotsch
- EKR – Kiosk